# Corpse Killer
Corpse Killer è un videogioco sparatutto con pistola ottica in full motion video sviluppato da Digital Pictures nel 1994 e pubblicato per Sega CD, Sega 32X, 3DO, Sega Saturn, Windows 95 e Macintosh. La qualità del video sulla versione Sega CD è minore di quella degli altri sistemi. Inoltre, dopo l'uscita della versione Sega CD, Digital Pictures creò un'opzione per avere i sottotitoli in inglese siccome ci si era lamentati del fatto che fosse difficile capire cosa l'autista stesse dicendo nelle versioni Sega CD e Sega 32X. Corpse Killer fu il primo gioco CD distribuito per Sega 32X.

## Trama
Un marine degli Stati Uniti senza nome viene paracadutato su un'isola tropicale in una missione top secret per fermare il malvagio dottor Hellman, che progetta di scatenare il suo esercito zombi nel mondo. Il marine viene morso da uno zombi e incontra un'affascinante reporter e un autista rastafariano. Quattro compagni del marine vengono catturati da Hellman e trasformati in zombi. Per salvarli, il marine si infiltra nella base di Hellman e spara ad ognuno di loro con dei proiettili imbevuti di estratto di piante di Datura, riportandoli ad essere di nuovo umani.

## Modalità di gioco
La maggior parte della giocabilità è simile ad altri sparatutto in full motion video come Lethal Enforcers. Il giocatore si muove attraverso la giungla sparando a vari zombi, raccogliendo migliori munizioni (per prepararsi ad attaccare la base di Hellman) e medicine per ripristinare la salute.

## Sviluppo
Il filmato del gioco è stato girato nei Caraibi , la maggior parte delle scene sono girate a Porto Rico. Gli attori che ritraevano gli zombi indossavano maschere di lattice

## Versione per Sega Saturn
La versione Sega Saturn del titolo viene pubblicata con il sottotitolo di Graveyard Edition. Questa versione è caratterizzata da un video di migliore qualità e a schermo intero (altre versioni hanno il video in FMV in una cornice), una selezione della difficoltà, oggetti e power-up che cadono dall'alto dello schermo a cui si deve sparare per poterli raccogliere, inoltre appena gli zombi attaccano il giocatore compaiono immediatamente davanti alla telecamera. Alcuni zombi possono essere uccisi solo con proiettili perforanti o imbevuti di Datura. La versione Saturn è l'unica ad avere la mancanza del supporto della pistola ottica.